# Max Friberg
Max Friberg, född 20 november 1992, är en svensk ishockeyspelare som representerar Frölunda HC i Svenska hockeyligan (SHL). Hans moderklubb är Skövde IK i division 1. 2011 draftades han av Anaheim Ducks i femte rundan som 143:e totalt. Han fick ett stort genombrott i Juniorvärldsmästerskapet i ishockey 2012 där han vann skytteligan i turneringen. Max Friberg har vunnit SM-guld två gånger och CHL tre gånger med Frölunda. Inför säsongen 2023/24 stod det klart att Max tar över rollen som lagkapten i Frölunda HC efter att trotjänaren Joel Lundqvist avslutat sin karriär.

## Klubbkarriär
Friberg inledde sin karriär i Skövde IK och fick tidigt chansen till spel med klubbens A-lag. Han debuterade i seniorishockey med Skövde IK i division 1 i ishockey säsongen 2008-2009 redan som sextonåring och gjorde fyra poäng på 24 matcher. De två efterföljande säsongerna etablerade han sig som en av de mest produktiva spelarna på division 1-nivå i Sverige. Säsongen 2009-2010 gjorde han 30 poäng (12+18) på 36 matcher för sitt Skövde. Säsongen 2009-2010 gjorde han 40 poäng (13+27) på 34 matcher. 
Inför säsongen 2011-2012 värvades Friberg, som uppvaktades av flera klubbar, av Timrå IK i Elitserien i ishockey. I inledningen av serien matchades han i förstafemman bredvid Timrås då två vassaste anfallsvapen Petr Vampola och Matt Murley. Succén uteblev dock och Fribergs speltid minskade. För att få speltid lånades han dels ut för en match i Allsvenskan i ishockey med Sundsvall Hockey och gjorde även matcher med Timrås J20-lag. Totalt gjorde Friberg 3 poäng (1+2) på 28 matcher före starten av Juniorvärldsmästerskapet i ishockey 2012.
Efter bland annat 6 matcher i NHL och en säsong som lagkapten i AHL valde Friberg att vända hem 2017 där han skrev på ett tre års kontrakt till 2020. Friberg vann skytteligan i Slutspelet 2019 och var en starkt bidragande orsak till att Frölunda tog SM-guld 2019. Efter SM-guldet valde Friberg att förlänga kontraktet till 2023 . 
Efter denna kontraktsförlängning har det blivit bland annat VM- och OS-spel med Tre kronor för Friberg. Under hösten 2022 valde Friberg att förlänga med Frölunda i ytterligare tre år, ett kontrakt som sträcker sig fram till 2026 .

## Landslagskarriär
Max Friberg togs ut och deltog i merparten av J18-landskamperna för sin årskull. Han gjorde sin första landskamp 2009 och togs även ut i VM för U18-spelare där han gjorde fem poäng (2+3) på sex matcher. Följande säsong togs han ut i U19-landskamper och valdes ut att delta i Sveriges lag under juniorvärldsmästerskapet 2011 där han gjorde två mål på sex matcher. 
Fribergs stora juniorlandslagsgenombrott kom säsongen efter som sistaårsjunior. Efter att ha deltagit i merpaten av J20-landslagets förberedande landskamper togs han ut och deltog i det vinnande svenska laget i JVM 2012. Friberg utmärkte sig för sitt målskytte och togs ut i turneringens All star team. Han blev bäste målskytt i turneringen med sina nio mål. En nyckelinsats var i semifinalen mot Finland som Sverige vann med 3-2 efter straffar där Friberg gjorde två mål och en assist. Friberg assisterade till Sveriges första mål, kvitterade själv med drygt en minut kvar av matchen och slog den avgörande straffen som gav svensk seger.